# Жыланды (озеро, Северо-Казахстанская область)
Жыланды (каз. Жыланды) — пересыхающее озеро в Есильском районе Северо-Казахстанской области Казахстана. Находится в 9 км к западу от села Дмитровка. Впадает река Бас-Карасу.
По данным топографической съёмки 1940-х годов, площадь поверхности озера составляет 8,01 км². Наибольшая длина озера — 3,8 км, наибольшая ширина — 3,3 км. Длина береговой линии составляет 12,3 км, развитие береговой линии — 1,2. Озеро расположено на высоте 134,4 м над уровнем моря.